# Исаев, Николай Васильевич (полный кавалер ордена Славы)
Никола́й Васи́льевич Иса́ев — разведчик 1187-го стрелкового полка (358-я стрелковая дивизия, 6-я гвардейская армия, 1-й Прибалтийский фронт) гвардии старший сержант.

## Биография
Николай Васильевич Исаев родился в крестьянской семье в станице Баталпашинская Карачаево-Черкесской автономная области (в настоящее время город Черкесск Карачаево-Черкесии). Окончил 10 классов школы в Пятигорске. Работал шофёром в племсовхозе.
В августе 1941 года Пятигорским райвоенкоматом был призван в ряды Красной армии. Учился на ускоренных курсах в пехотном училище. С декабря 1941 года на фронтах Великой Отечественной войны.
Приказом по 1187 стрелковому полку от 4 марта 1944 года сержант Исаев за мужество и героизм в боях против немецко-фашистских захватчиков был награждён медалью «За отвагу» и за то, что в бою в районе  деревни Ломы Невельского района Псковской области в составе группы захватил двух солдат противника с документами.
Сержант Исаев в период Великой Отечественной войны в разведке выполнял поручения командования по захвату пленных. За 1943 год он поймал 4-х пленных и уничтожил 20 солдат противника. В ночь на 21 марта 1944 года Исаев находился в группе разведчиков под командованием Зимина. По заданию командования в районе станции Полота возле Полоцка вместе с Зиминым захватил пленного, давшего ценные сведения. Приказом по 6-й гвардейской армии от 23 марта 1944 года он был награждён орденом Славы 3-й степени.
Гвардии старший сержант Исаев в составе группы получил задание в дневное время взорвать мост на железнодорожной линии Витебск — Полоцк в районе станции Ловша. 23 июня 1944 года Исаев с группой перешёл труднопроходимое болото, пробрался вдоль линии обороны противника и углубился в тыл. Там он разыскал мост и взорвал его. Задание было выполнено. Был представлен к награждению орденом Красной Звезды. Приказом по 6-й гвардейской армии от 18 июля 1944 года он был награждён орденом Славы 2-й степени.
Гвардии старший сержант Исаев действуя в разведке в ночь на 13 июля 1944 года разведывал северный берег озера Дрисвяты (21 км от города Зарасай в Литве)и подступы к деревне Будыне. На своём пути он захватил пленного, который дал ценные сведения. Выполнив задание по разведыванию пути, Исаев с пленным возвратился к своей группе, доложил старшему группы о выполнении задания и затем провёл группу к деревне и с разведчиками атаковал деревню. Солдаты противника бросились отходить. Сам Исаев уничтожил 3-х солдат противника, угрожавших старшему группы.  Указом Президиума Верховного Совета СССР от 24 марта 1945 года он был награждён орденом Славы 1-й степени.
Гвардии старший сержант Исаев в сентябре 1944 года был комиссован по ранению. Жил в городе Пятигорск Ставропольского края.
В 1985 году в ознаменование 40-летия Победы он был награждён орденом орденом Отечественной войны 1-й степени.
Скончался Николай Васильевич Исаев 5 февраля 1994 года.